# Antônio Dias Ferreira (político)

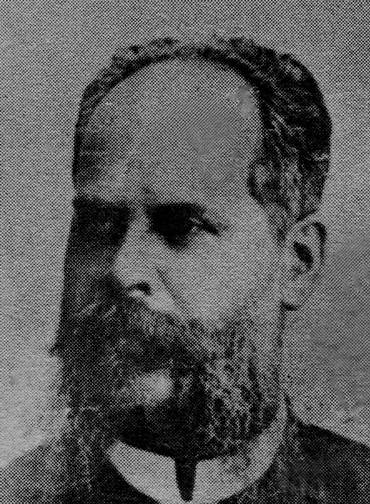
Antônio Dias Ferreira

Antônio Dias Ferreira (Macacu, 1843 - Rio de Janeiro, 1931) foi um médico e político brasileiro. Sucedeu interinamente Barata Ribeiro na administração do Distrito Federal, até a posse de Henrique Valadares.
Foi prefeito do Distrito Federal de 26/05/1893 a 27/06/1893.